# Кирххайм-ан-дер-Вайнштрасе
Кирххайм-ан-дер-Вайнштрасе (нем. Kirchheim an der Weinstraße) — община в Германии, в земле Рейнланд-Пфальц. 
Входит в состав района Бад-Дюркхайм. Подчиняется управлению Грюнштадт-Ланд.  Население составляет 1825 человек (на 31 декабря 2010 года). Занимает площадь 8,98 км².